# Egyszer volt egy kemence
Az Egyszer volt egy kemence egy Beregújfaluról származó gyermekmondóka.

## Kotta és dallam
Ránézet a mamája,

nem ismert a fiára.

Becsukta a kemencét,

jól elverte kis Bencét.
Bárdos Lajos tréfás szövege:
A két szélén kis kóta,

középen egy nagy kóta.

Jobb ez, mint a piskóta:

úgy hívják, hogy szinkópa.

## Felvételek
- Egyszer volt egy kemence. Énekel: Szabó Gyula  YouTube (2012. szeptember 21.)  (Hozzáférés: 2016. március 12.) (audió)
- Egyszer volt egy kemence. Gryllus Vilmos  musicMix (2014. december)  (Hozzáférés: 2016. március 12.) (audió)